# 大衛·洛卡斯爾
大衛·卡莱尔·洛卡斯爾（英語：David Carlyle Rocastle；1967年5月22日—2001年3月31日）是一名著名英格蘭足球運動員，司職中場。2001年3月31日，罗卡斯尔因病去世，享年33岁。

## 榮譽
阿仙奴
- 英格蘭甲組聯賽: 1988–89, 1990–91
- 英格蘭足球聯賽盃: 1986–87
- 英格蘭社區盾: 1991 (共享)[6]
- 足球聯賽百年獎杯: 1988[7]
- 天頂數據系統挑戰獎杯: 1989[8]

列斯聯
- 英格蘭社區盾: 1992
- 溫布利國際錦標賽: 亞軍 1992[9]

沙巴
- 馬來西亞足總盃: 亞軍 1998[5]

英格蘭青年隊
- 土倫盃國際足球錦標賽: 亞軍 1988[10]

個人
- 職業足球運動員協會年度最佳陣容: 1986–87[11] 1988–89[12]
- 阿仙奴年度最佳球員: 1986[12]
- 巴克萊幼鷹: 1987[13] & 1989[14]

## 外部連結
- Part 1
- Part 2 of David Rocastle's profile on Arsenal-Land.co.uk
- A memorial by the BBC （页面存档备份，存于）
- Rocky 7 Day (2008)，存档于（存檔日期 14 March 2008）
- 足球数据库：大衛·洛卡斯爾的球员统计数据
- Bio at Ex Canaries.co.uk （页面存档备份，存于）